# タンフォリオ
フラテリ・タンフォリオ S.N.C.(Fratelli Tanfoglio S.N.C.)は、ブレシアに本社を置く銃器メーカーである。 

## 概要
タンフォリオは第二次世界大戦直後の1940年代に設立された。
1980年代からはCz75をコピーした競技用ピストルを生産するようになり、イスラエルのIMIがジェリコ941拳銃を生産する際に初期の部品製造・技術提供を行った。

## 製造銃器

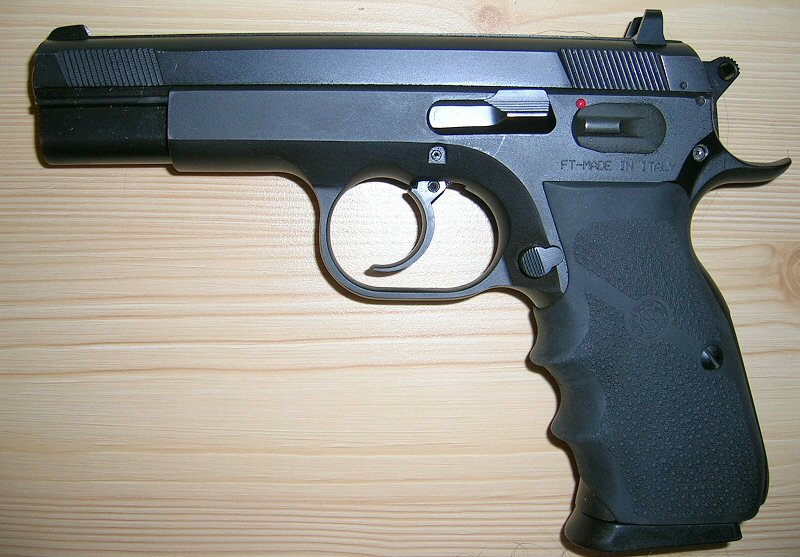
タンフォリオ T95 コンバット/EAA ウィットネス 9 mm (ブルーフィニッシュ)
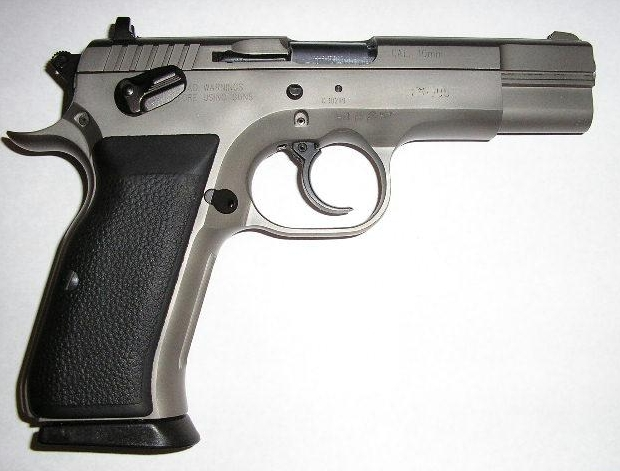
タンフォリオ T95 コンバット/EAA ウィットネス 10mmオート仕様。
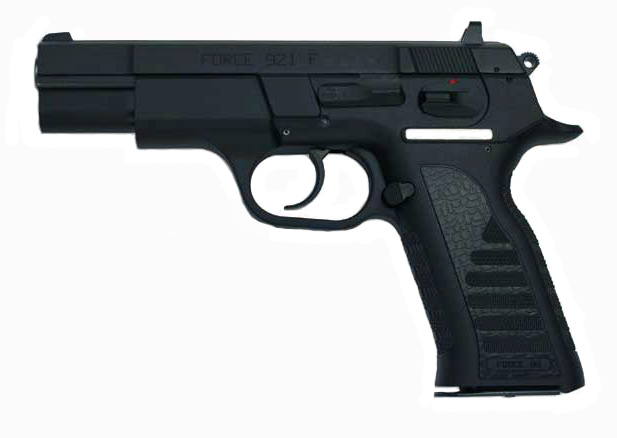
タンフォリオ T95 コンバット/EAA ウィットネス (ポリマーフレーム)
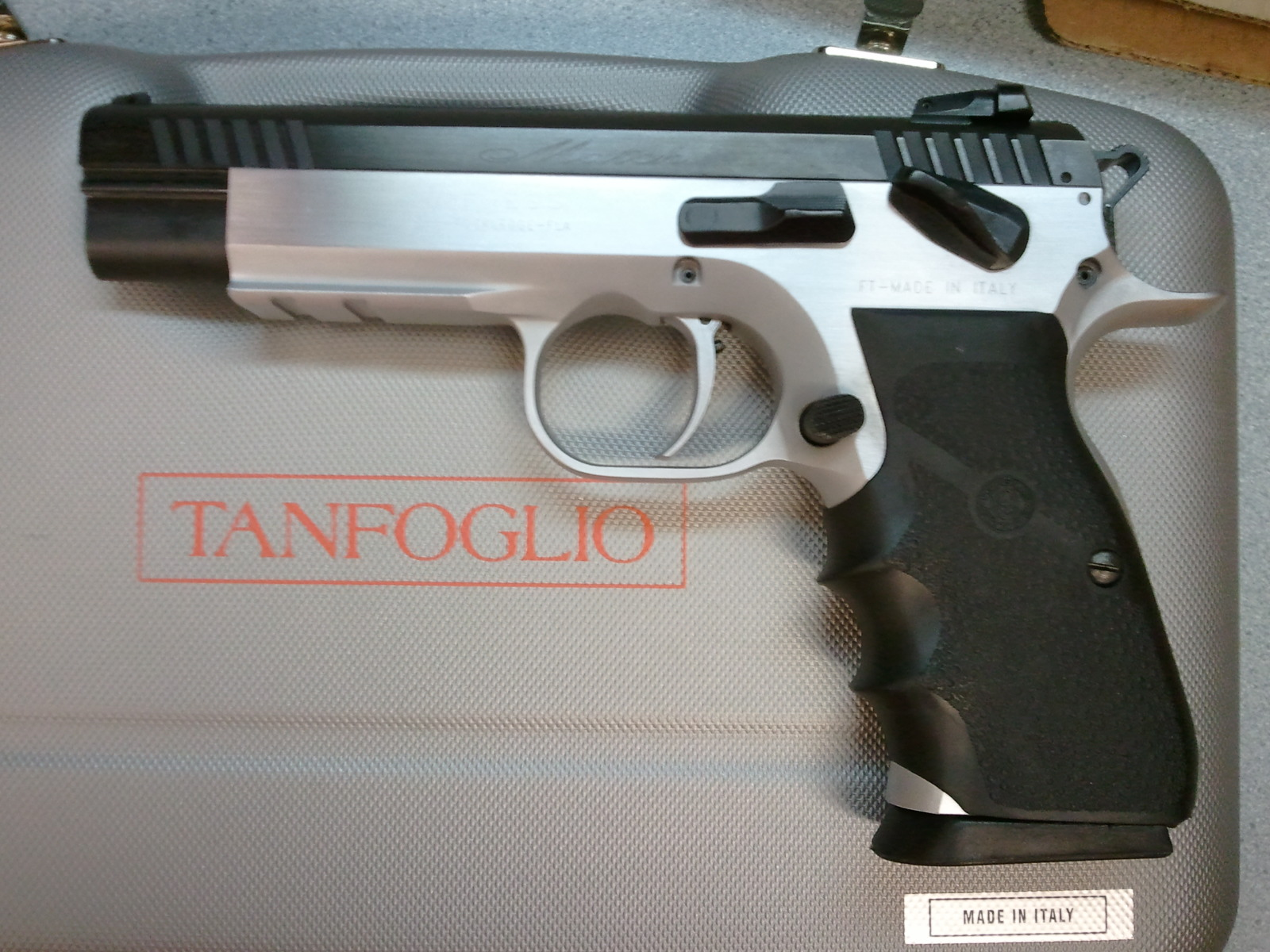
タンフォリオ・マッチ 10mm
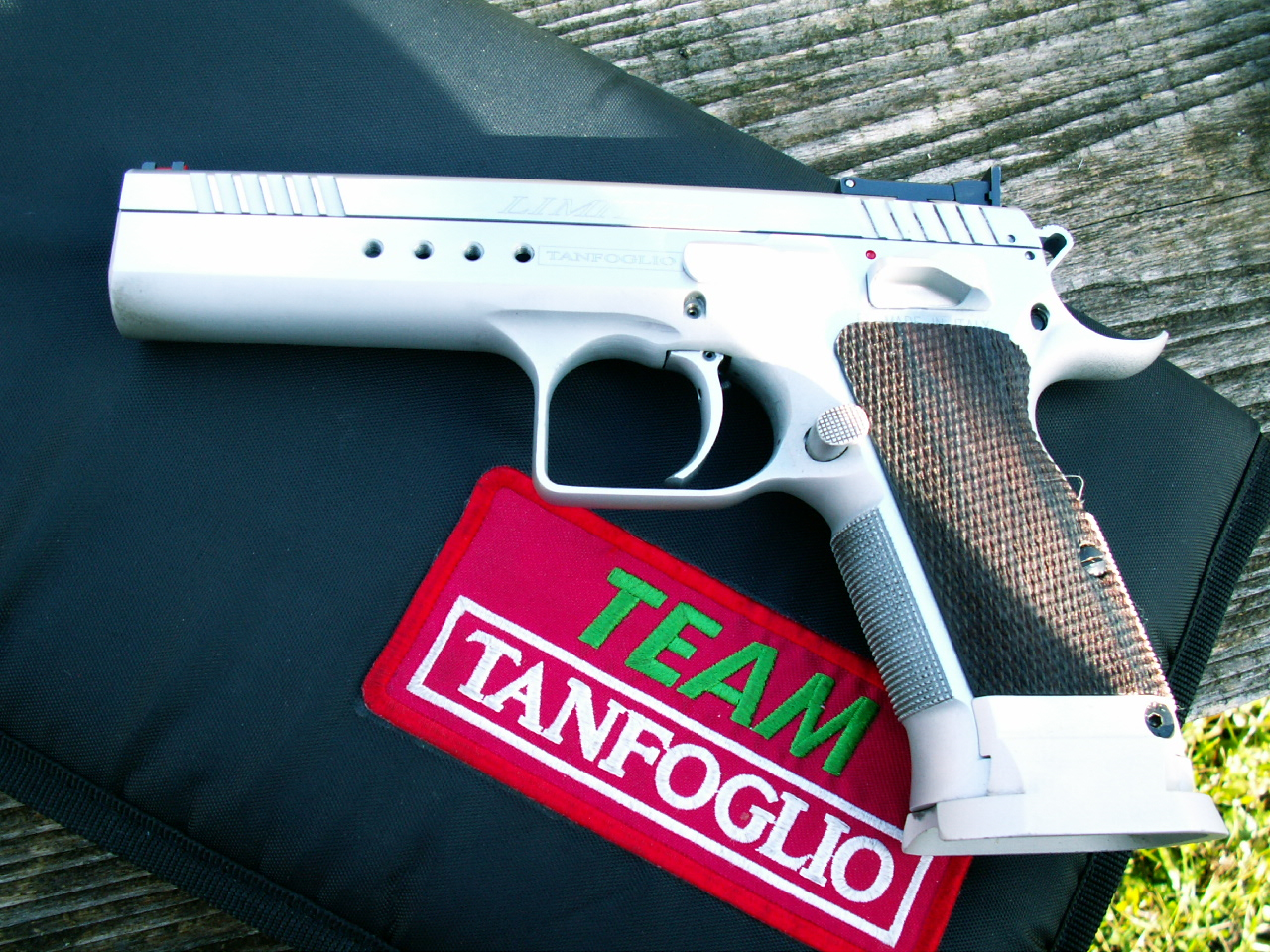
タンフォリオ・リミテッド
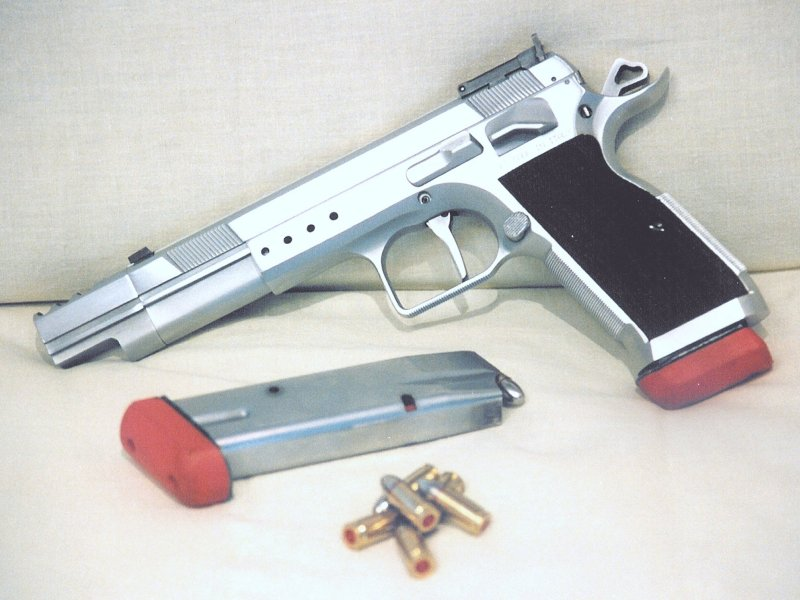
タンフォリオ・ゴールド・チーム
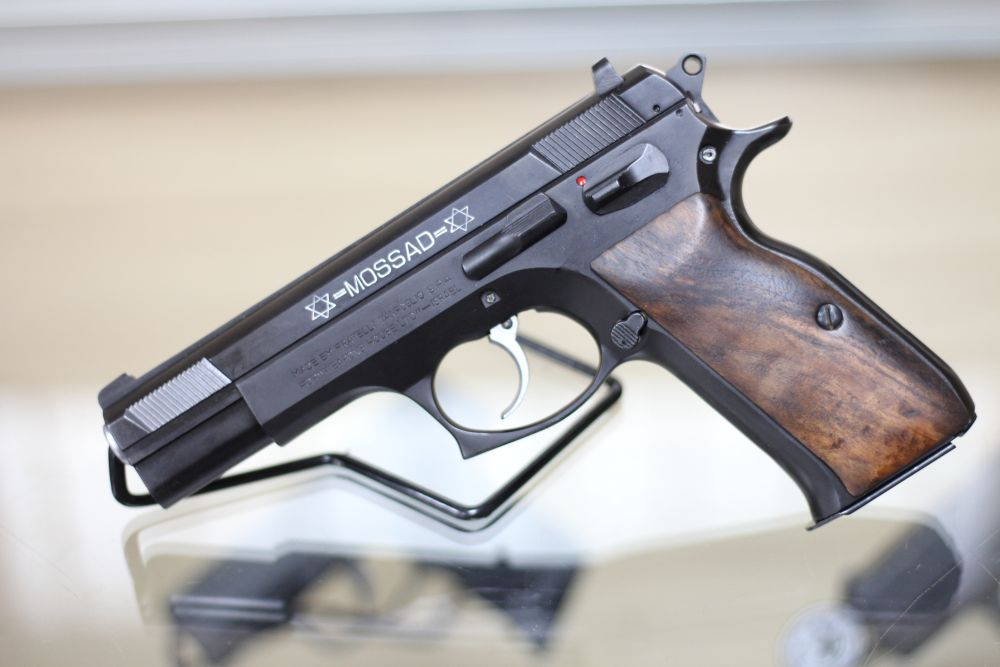
タンフォリオ・モサド